# 同鄉會
同鄉會是指來自同一地區的人來到另一個城市、省或國家後，在另一個城市、省或國家成立的以同一地區的人為主體的組織。這些人成立同鄉會的目的是讓同鄉人互幫互助。美国境內就有3000個由墨西哥人組建的同鄉會，而且這些同鄉會規模較小，成員大多以工薪階層為主。